# Eburia pedestris
Eburia pedestris es una especie de escarabajo longicornio del género Eburia, subfamilia Cerambycinae. Fue descrita científicamente por White en 1853.
Se distribuye por Belice, Guatemala, Honduras, México, Nicaragua y Panamá. Mide 19,2-32,2 milímetros de longitud. El período de vuelo ocurre en los meses de marzo, abril, mayo y junio.